# Tram van Idar-Oberstein
De tram van Idar-Oberstein was het trambedrijf van de in de Duitse deelstaat Rijnland-Palts gelegen stad Idar-Oberstein. De enige lijn was in exploitatie tussen 1900 tot 1956 en verbond de beide in 1933 samengevoegde deelgemeenten. De lijn werd later vervangen door de in 1932 gestarte trolleybus van Idar-Oberstein. De exploitatie van tram en trolleybus was in handen van hetzelfde vervoerbedrijf Stadtwerke Idar-Oberstein. De Oberstein-Idarer Elektrizitäts-AG (OIE), een dochterbedrijf van RWE, was verantwoordelijk voor de elektriciteitsvoorziening. Het busvervoer wordt heden ten dage uitgebaat door de Verkehrsgesellschaft Idar-Oberstein (VIO).

## Geschiedenis
De grootste stad van het Landkreis Birkenfeld beschikte sinds 1859 in het stadsdeel Oberstein aan de zuidwestelijke rand van de stad over een station aan de Nahetalbahn, die Bingen met Saarbrücken verbond. De spoorlijn liep in de smalle vallei van de Idarbach tot aan de wijk Idar. Door de vrij grote afstand tot aan het station werd al snel gezocht naar een vorm van stadsvervoer.
Op 7 november 1899 stichtte de Elektrizitäts-AG, voorheen Schuckert & Cie uit Keulen, de Oberstein-Idarer Elektrizitäts-AG. Deze richtte een elektriciteitscentrale op en opende op 8 oktober 1900 een metersporige en vanaf het begin geëlektrificeerde tramlijn die beide buurgemeenten met elkaar verbond.
Vanaf het station liep het enkelsporig traject in oostelijke richting over de Nahe naar het stadscentrum van Oberstein. In de Hauptstraße bevond zich een terugzetspoor waardoor de tram van richting kon veranderen.
Het traject boog vanaf hier af naar het noorden in de vallei van de Idarbach en aan het einde van de Hauptstraße, ter hoogte van de halte Stadtwerke bevond zich een wisselplaats. Vervolgens voerde het langs de stelplaats door de Hauptstraße van Idar tot aan het eindpunt Alexanderplatz ter hoogte van de oude handelshallen (Alte Gewerbehalle). Daar bevond zich een keerspoor. Het traject had een totale lengte van 3,8 kilometer.
Bij de inlijving in 1930 van het vier kilometer naar het noorden gelegen Tiefenstein, werd een verlenging van de tram tot ginder overwogen. Als gevolg van technische problemen besliste de Rheinisch-Westfälische Elektrizitätswerk AG, die sinds 1926 de enige aandeelhouder van het elektriciteitsbedrijf geworden was, tot de aanleg van een trolleybuslijn naar Tiefenstein. Sinds dan vulden tram en trolleybus elkaar aan. De trolleybussen vonden een onderdak in de tramstelplaats.
Na een exploitatie van meer dan 50 jaar, was de tram in het midden van de jaren 1950 aan vernieuwing toe. De tram werd in de smalle straten van het stadscentrum echter steeds meer gehinderd door het overig wegverkeer. Bovendien bemoeilijkte het terugzetspoor in Oberstein de exploitatie. Daarom besliste men om de tramlijn te vervangen door de trolleybus. Door het traject te koppelen aan de reeds bestaande trolleybuslijn, ontstond een doorgaande lijn tussen het station en Tiefenstein. Zo kwam er op 29 juli 1956 een einde aan de tram van Idar-Oberstein.

## Voertuigen
Voor het reizigersvervoer stonden in het begin de vier motorrijtuigen 1 tot 4 ter beschikking, vanaf 1907 aangevuld door de motorwagens 5 tot 7 (gebouwd door MAN en Siemens-Schuckertwerke). Motorwagen 2 werd in 1925 omgebouwd tot een bijwagen en in 1928 tot een stuurstandrijtuig. Ook de beide in het jaar 1900 door MAN gebouwde bijwagens 11 en 12 werden in 1928 tot stuurstandrijtuigen omgebouwd. Hetzelfde gebeurde met de in 1920 tweedehands van de buurtspoorlijn Wermelskirchen - Burg overgenomen bijwagens 13 - 15, maar deze werden al in 1930 opnieuw van de hand gedaan. Daarmee kwamen de voor dit bedrijf typische trek-duwtrams vanaf 1928 in dienst. Alle trams werden in 1956 uit dienst genomen.